# オオサクラソウ
オオサクラソウ（大桜草、学名：Primula jesoana var. jesoana）はサクラソウ科サクラソウ属の多年草。

## 特徴
根生葉は直径5-12 cmで、掌状に7-9裂し、縁は三角形の鋸形状である。花茎の高さは15-40 cmで、4-8個の紫紅色の花が輪状につく。ハクサンコザクラと比べると葉が大きく、形状が大きく異なる。花冠の直径は1.5-2 cmで5裂し、それぞれが2裂し、中央部が黄色である。開花時期は6-8月初旬。和名の由来は大型のサクラソウで花がヤマザクラに似ていることによる。別名が、ミヤマサクラソウ（深山桜草）。山野草として苗が販売されている。

## 分布
北海道西南部および本州中部以北の亜高山帯のやや湿った草地に分布する。白山周辺の生息地がその南西限である。長野県では、白馬岳の白い花が血で赤く染まったという「オオサクラソウの伝説」がある。日本の固有種で、基準標本は北海道のもの。

## 近縁種
- シロバナミヤマサクラソウ（白花深山桜草　Primula jesoana f. leucantha） - オオサクラソウの亜種で、白花のもの。
- コエゾサクラソウ（小蝦夷桜草　Primula jesoana f. minor） - 北海道に分布し、花茎高さが約10cm程度と全体に小型[2]。
- エゾオオサクラソウ（蝦夷大桜草　Primula jesoana var. pubescens） - 朝鮮半島と北海道東部に分布し[6]、葉の裏や花茎などに縮毛が生える[2]。募集のオオサクラソウよりも茎や葉が大きい[3]。北海道の準絶滅危惧種に指定されている[7]。
- シロバナオオサクラソウ（白花大桜草　Primula jesoana var. pubescens f. albiflora） - エゾオオサクラソウの亜種で、白花のもの。

## 種の保全状況評価
日本の各都道府県で、以下のレッドリストの指定を受けている。石川県では減少の原因が、自然遷移、踏みつけ、園芸採取、産地極限であると推定されている。環境省としての、レッドリストの指定はない。
- 絶滅寸前（絶滅危惧ⅠA類・CR） - 秋田県、山形県、山梨県
- 危急種（絶滅危惧Ⅱ類・VU） - 青森県、新潟県、石川県、静岡県
- 準絶滅危惧（NT） - 北海道

環境省により、上信越高原国立公園・中部山岳国立公園・白山国立公園などで自然公園指定植物となっている。

## 関連画像
|                              |                      |                        |                          |
| 群落 南西限の白山・2002年6月 | 花 蝶ヶ岳・2002年7月 | 葉 西穂高岳・2011年7月 | 群落 西穂高岳・2011年7月 |